# AES (protocolo)
AES/EBU é um padrão de conexão digital e troca de sinais de áudio digital entre dispositivos de áudio profissionais ou computador, desenvolvido por Audio Engineering Society (AES) e European Broadcasting Union (EBU); o tipo AES3 pode transportar dois canais de áudio PCM em vários meios de transmissão, incluindo linhas balanceadas, linhas não balanceadas e fibra óptica.
A norma foi publicada pela primeira vez em 1985 e revisada em 1992 e 2003, tendo a versão AES3 incorporado ao padrão IEC 60958 da Comissão Eletrotécnica Internacional e disponível como uma variante conhecida como Digital Sony/Philips ou S/PDIF .

## História e desenvolvimento
O desenvolvimento de padrões para interconexão de áudio digital entre equipamentos de áudio profissionais ou domésticos começou no final da década de 1970 em um esforço da Audio Engineering Society com a European Broadcasting Union, e culminou na publicação do AES3 em 1985. O padrão AES3 foi revisado em 1992 e 2003 e é publicado nas versões AES e EBU. No início, o padrão era frequentemente conhecido como AES/EBU.
Variantes que usam conexões físicas diferentes são especificadas na IEC 60958; são essencialmente versões de consumo do AES3 para uso no ambiente doméstico de alta fidelidade usando conectores comumente encontrados no mercado, variantes conhecidas como S/PDIF.

## Normas e documentos relacionados

### IEC 60958
IEC 60958 (anteriormente IEC 958) é o padrão da Comissão Eletrotécnica Internacional sobre interfaces de áudio digital . Reproduz o padrão de interconexão de áudio digital profissional AES3 e a versão de consumidor S/PDIF .
O padrão consiste em várias partes:
- IEC 60958-1: Geral
- IEC 60958-2: Modo de entrega de informações de software
- IEC 60958-3: Aplicativos para consumidores
- IEC 60958-4: Aplicações profissionais
- IEC 60958-5: Aprimoramento de aplicativos para consumidores

### AES-2id
AES-2id é um documento de informação AES3 publicado pela Audio Engineering Society para engenharia de áudio digital e as diretrizes para o uso da interface, prática para Engenharia de Áudio Digital, formato de transmissão serial para dados de áudio digital representados linearmente de dois canais, descrição de padrões relacionados usados em conjunto com o AES3, como o AES11.

## Conexões de hardware
O padrão AES3 é paralelo à parte 4 do padrão internacional IEC 60958, dos tipos de interconexão física definidos dois são de uso comum.

### IEC 60958 tipo I

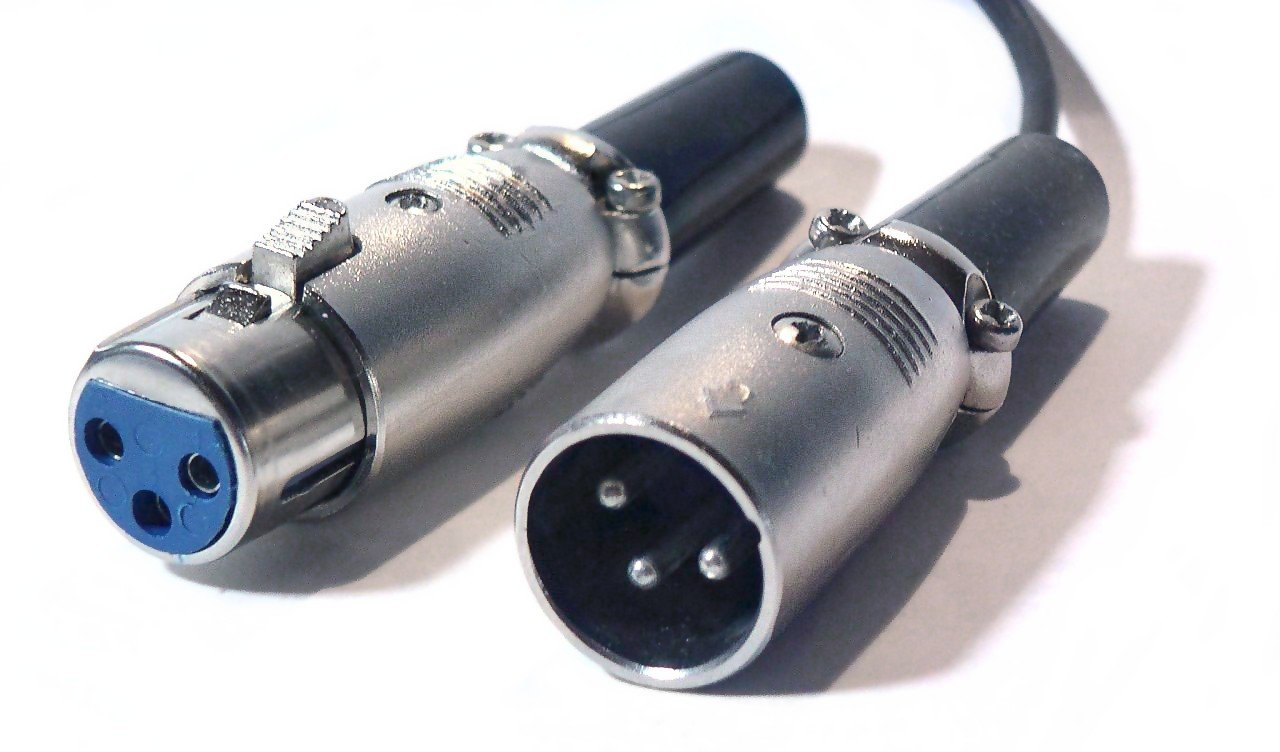
Conectores XLR, usados para conexões IEC 60958 tipo I.

As conexões do tipo I usam cabeamento de par trançado de 3 condutores e 110 ohm balanceado com conectores XLR, são usadas com mais frequência em instalações profissionais e são consideradas o conector padrão para AES3. A interface de hardware geralmente é implementada usando drivers e receptores de linha RS-422 .
|         | Extremidade do cabo | Fim do dispositivo |
| ------- | ------------------- | ------------------ |
| Entrada | Plugue macho XLR    | tomada fêmea XLR   |
| Saída   | Plugue fêmea XLR    | Conector macho XLR |

### IEC 60958 tipo II
A IEC 60958 Tipo II define uma interface elétrica ou óptica não balanceada para aplicações de eletrônicos de consumo . O precursor dessa especificação foi a Interface S/PDIF . Ambos foram baseados no trabalho original da AES/EBU. S/PDIF e AES3 são intercambiáveis no nível do protocolo, mas no nível físico, eles especificam diferentes níveis e impedâncias de sinalização elétrica, o que pode ser significativo em algumas aplicações.

### Conector BNC

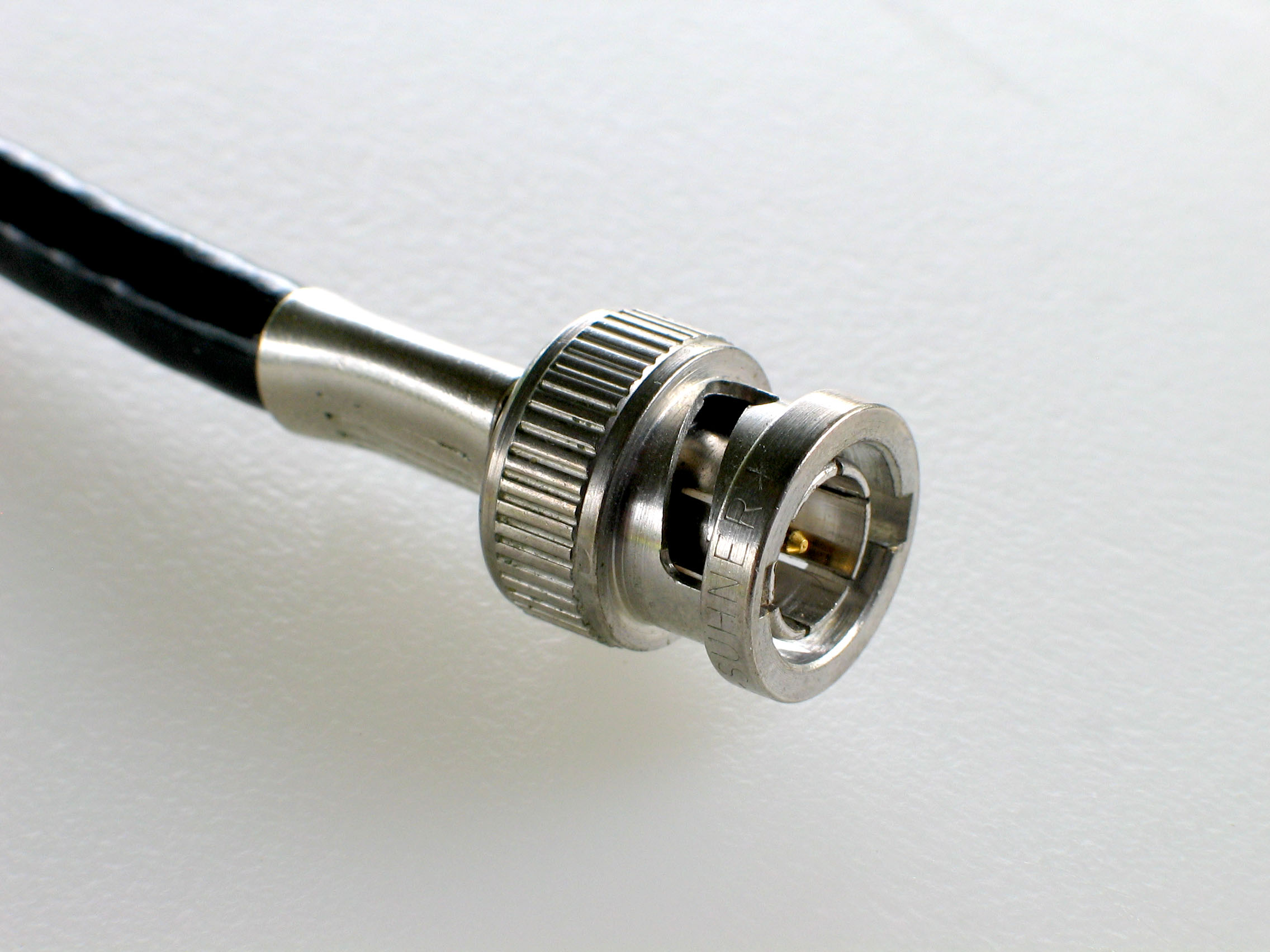
Conector BNC, usado para conexões AES-3id.

Os sinais AES também podem ser executados usando conectores BNC não balanceados  com um cabo coaxial de 75 ohms, com uma distância de transmissão muito longa em oposição aos 150 metros máximos da versão balanceada. O padrão AES-3id define uma variante elétrica BNC de 75 ohms do AES3. Isso usa o mesmo cabeamento, patch e infraestrutura do vídeo analógico/digital, portanto é comum no setor de transmissão.

## Protocolo

Representação simples do protocolo para AES3 e S/PDIF

O protocolo de baixo nível para transmissão de dados em AES3 e S/PDIF é basicamente idêntico, e a discussão a seguir se aplica a S/PDIF, exceto conforme indicado.
AES3 foi projetado principalmente para suportar áudio codificado PCM estéreo em qualquer formato DAT a 48 kHz ou formato de CD em 44,1 kHz. Nenhuma tentativa foi feita para usar uma operadora capaz de suportar ambas as taxas; em vez disso, o AES3 permite que os dados sejam executados em qualquer taxa e codificando o relógio e os dados juntos usando o código de marca bifásico (BMC).
Cada bit ocupa um slot de tempo . Cada amostra de áudio (de até 24 bits) é combinada com quatro bits de sinalização e um preâmbulo de sincronização com quatro intervalos de tempo para formar um subquadro de 32 intervalos de tempo. Os 32 intervalos de tempo de cada subquadro são atribuídos da seguinte forma:
| Intervalo de tempo | Nome                        | Descrição |
| ------------------ | --------------------------- | --- |
| 0–3                | Preâmbulo                   | Um preâmbulo de sincronização (violação de código de marca bifásica) para blocos de áudio, quadros e subquadros. |
| 4–7                | Amostra auxiliar (opcional) | Um canal auxiliar de baixa qualidade usado conforme especificado na palavra de status do canal, principalmente para talkback do produtor ou comunicação de estúdio para estúdio de gravação . |
| 8–27, ou 4–27      | Amostra de áudio            | Uma amostra armazenada com o bit mais significativo (MSB) por último. Se a amostra auxiliar for usada, os bits 4–7 não serão incluídos. Dados com profundidades de bits de amostra menores sempre têm MSB no bit 27 e são estendidos em zero para o bit menos significativo (LSB).                              |
| 28                 | Validade (V)                | Desativado se os dados de áudio estiverem corretos e adequados para conversão D/A. Durante a presença de amostras defeituosas, o equipamento receptor pode ser instruído a silenciar sua saída. É usado pela maioria dos tocadores de CD para indicar que está ocorrendo ocultação em vez de correção de erros. |
| 29                 | Dados do usuário (U)        | Forma um fluxo de dados serial para cada canal (com 1 bit por quadro), com um formato especificado na palavra de status do canal. |
| 30                 | Status do canal (C)         | Os bits de cada quadro de um bloco de áudio são agrupados dando uma palavra de status de canal de 192 bits. Sua estrutura depende se AES3 ou S/PDIF é usado. |
| 31                 | Paridade (P)                | Mesmo bit de paridade para detecção de erros na transmissão de dados. Exclui preâmbulo; Os bits 4–31 têm um número par de uns. |

Dois subquadros (A e B, normalmente usados para canais de áudio esquerdo e direito) formam um quadro . Os quadros contêm períodos de 64 bits e são produzidos uma vez por período de amostra de áudio. No nível mais alto, cada 192 quadros consecutivos são agrupados em um bloco de áudio . Enquanto as amostras se repetem a cada quadro, os metadados são transmitidos apenas uma vez por bloco de áudio. Aos 48 taxa de amostragem de kHz, existem 250 blocos de áudio por segundo e 3.072.000 slots de tempo por segundo suportados por um 6.144 Relógio bifásico MHz.

### Preâmbulo de sincronização
O preâmbulo de sincronização é um preâmbulo especialmente codificado que identifica o subquadro e sua posição dentro do bloco de áudio. Os preâmbulos não são bits de dados codificados em BMC normais, embora ainda tenham zero DC bias .
Três preâmbulos são possíveis:
- X (ou M) : 11100010 2 se o horário anterior for 0, 00011101 2 se for 1 . (Equivalentemente, 10010011 2 NRZI codificado. ) Marca uma palavra para o canal A (esquerda), diferente do início de um bloco de áudio.
- S (ou W) : 11100100 2 se o horário anterior era 0, 00011011 2 se era 1 . (Equivalentemente, 10010110 2 NRZI codificado. ) Marca uma palavra para o canal B (direita).
- Z (ou B) : 11101000 2 se o horário anterior for 0, 00010111 2 se for 1 . (Equivalentemente, 10011100 2 NRZI codificado. ) Marca uma palavra para o canal A (esquerda) no início de um bloco de áudio.

Os três preâmbulos são chamados de X, Y, Z no padrão AES3; e M, W, B em IEC 958 (uma extensão AES).

Os preâmbulos de 8 bits são transmitidos no tempo alocado para os quatro primeiros intervalos de tempo de cada subtrama (slots de tempo 0 a 3). Qualquer um dos três marca o início de um subquadro. X ou Z marca o início de um quadro e Z marca o início de um bloco de áudio.
```
 | 0 | 1 | 2 | 3 | | 0 | 1 | 2 | 3 | Time slots
 _____    _      _____  _
 /   \_____/ \_/ \_____/   \_/ \ Preamble X
 _____   _       ___  ___
 /   \___/ \___/ \_____/  \_/  \ Preamble Y
 _____  _        _  _____
 /   \_/ \_____/ \_____/ \_/   \ Preamble Z
 ___   ___      ___   ___
 /  \___/  \___/ \___/  \___/  \ All 0 bits BMC encoded
 _  _  _  _    _  _  _  _
 / \_/ \_/ \_/ \_/ \_/ \_/ \_/ \_/ \ All 1 bits BMC encoded

 | 0 | 1 | 2 | 3 | | 0 | 1 | 2 | 3 | Time slots

```

No AES3 de dois canais, os preâmbulos formam um padrão de ZYXYXYXY..., mas é simples estender essa estrutura para canais adicionais (mais subquadros por quadro), cada um com um preâmbulo Y, como é feito no protocolo MADI .

### Palavra de status do canal
Há um bit de status de canal em cada subquadro, um total de 192 bits ou 24 bytes para cada canal em cada bloco. Entre os padrões AES3 e S/PDIF, o conteúdo da palavra de status do canal de 192 bits difere significativamente, embora eles concordem que o primeiro bit de status do canal distingue entre os dois. No caso do AES3, o padrão descreve, detalhadamente, a função de cada bit.
- Byte 0: Dados básicos de controle: taxa de amostragem, compressão, ênfase
  - bit 0: Um valor de 1 indica que são dados de status do canal AES3. 0 indica que são dados S/PDIF.
  - bit 1: Um valor de 0 indica que são dados PCM de áudio linear. Um valor de 1 indica outros dados (geralmente não de áudio).
  - bits 2–4: Indica o tipo de pré-ênfase de sinal aplicada aos dados. Geralmente definido como 100 2 (nenhum).
  - bit 5: Um valor de 0 indica que a fonte está bloqueada para alguma sincronização de tempo externa (não especificada). Um valor de 1 indica uma fonte desbloqueada.
  - bits 6–7: Taxa de amostragem. Esses bits são redundantes quando o áudio em tempo real é transmitido (o receptor pode observar a taxa de amostragem diretamente), mas são úteis se os dados AES3 forem gravados ou armazenados de outra forma. As opções não são especificadas, 48 kHz (o padrão), 44,1 kHz e 32 kHz. Opções adicionais de taxa de amostragem podem ser indicadas no campo de taxa de amostragem estendida (veja abaixo).
- Byte 1: indica se o fluxo de áudio é estéreo, mono ou alguma outra combinação.
  - bits 0–3: Indica a relação dos dois canais; eles podem ser dados de áudio não relacionados, um par estéreo, dados mono duplicados, música e comentários de voz, um código de soma/diferença estéreo.
  - bits 4–7: Usado para indicar o formato da palavra do canal do usuário
- Byte 2: Comprimento da palavra de áudio
  - bits 0–2: uso de bits auxiliares. Isso indica como os bits auxiliares (slots de tempo 4–7) são usados. Geralmente definido como 000 2 (não usado) ou 001 2 (usado para dados de áudio de 24 bits).
  - bits 3–5: Comprimento da palavra. Especifica o tamanho da amostra, em relação ao máximo de 20 ou 24 bits. Pode especificar 0, 1, 2 ou 4 bits ausentes. Os bits não utilizados são preenchidos com 0, mas as funções de processamento de áudio, como mixagem, geralmente os preenchem com dados válidos sem alterar o comprimento efetivo da palavra.
  - bits 6–7: Não utilizado
- Byte 3: Usado apenas para aplicativos multicanal
- Byte 4: Informações adicionais sobre a taxa de amostragem 
  - bits 0–1: Indica o grau da referência de taxa de amostragem, por AES11
  - bit 2: Reservado
  - bits 3–6: Taxa de amostragem estendida. Isso indica outras taxas de amostragem, não representáveis em byte 0 bits 6–7. Os valores são atribuídos para 24, 96 e 192 kHz, bem como 22,05, 88,2 e 176,4 kHz.
  - bit 7: Flag de escala de frequência de amostragem. Se definido, indica que a taxa de amostragem é multiplicada por 1/1.001 para corresponder às taxas de quadros de vídeo NTSC .
- Byte 5: Reservado
- Bytes 6–9: Quatro caracteres ASCII para indicar a origem do canal. Amplamente utilizado em grandes estúdios.
- Bytes 10–13: Quatro caracteres ASCII indicando o destino do canal, para controlar comutadores automáticos. Menos frequentemente usado.
- Bytes 14–17: endereço de amostra de 32 bits, incrementando bloco a bloco em 192 (porque há 192 quadros por bloco). Aos 48 kHz, isso envolve aproximadamente todos os dias. [a]
- Bytes 18–21: deslocamento de endereço de amostra de 32 bits para indicar amostras desde a meia-noite.[7]
- Byte 22: Indicação de confiabilidade da palavra de status do canal
  - bits 0–3: Reservado
  - bit 4: Se definido, os bytes 0–5 (formato do sinal) não são confiáveis.
  - bit 5: Se definido, os bytes 6–13 (rótulos de canal) não são confiáveis.
  - bit 6: Se definido, os bytes 14–17 (endereço de amostra) não são confiáveis.
  - bit 7: Se definido, os bytes 18–21 (timestamp) não são confiáveis.
- Byte 23: CRC . Este byte é usado para detectar corrupção da palavra de status do canal, como pode ser causado pela comutação no meio do bloco. [b]

### Código de tempo incorporado
Os dados de timecode SMPTE podem ser incorporados em sinais AES3. Ele pode ser usado para sincronização e para registrar e identificar o conteúdo de áudio. Ele é incorporado como uma palavra binária de 32 bits nos bytes 18 a 21 dos dados de status do canal. O padrão AES11 fornece informações sobre a sincronização de estruturas de áudio digital. O padrão AES52 descreve como inserir identificadores exclusivos em um fluxo de bits AES3.

### SMPTE 2110-31: transmissão AES3 em uma rede IP
SMPTE 2110 -31 define como encapsular um fluxo de dados AES3 em pacotes de protocolo de transporte em tempo real para transmissão em uma rede IP usando a estrutura multicast baseada em IP SMPTE 2110.
O formato de áudio digital AES3 também pode ser transportado por uma rede de modo de transferência assíncrona . O padrão para empacotar quadros AES3 em células ATM é o AES47.

## AES50
Padrão criado pela Sony Pro Audio Lab em 2005 para substituir o protocolo AES10, este comprado pelo Music Group (detentora de marcas Midas, Behringer, Klark Teknik, TC Electronics, Tannoy), para implementação em seus dispositivos de áudio digital, para transmissão de áudio digital entre os equipamentos usando um único cabo e com latência baixa; Um cabo UTP 5e possibilita o tráfego duplex (ida e volta) de todos os canais, consegue-se trafegar todos os canais de entrada e saída configurados. A maioria das placas AES50 das mixers possui duas conexões (A e B), a fim de utilizar uma infraestrutura de backup caso haja um rompimento de cabo, minimizando falhas e ruídos.
Pode-se utilizar na expansão de canais nas mesas de som. no caso do mixer digital Behringer X32, na versão Compact, possui apenas 16 entradas XLR e 8 saídas XLR, assim, pode-se utilizar até 32 entradas e 16 saídas, através de uma expansão por protocolo AES50, bastando conectar ao console um Stagebox com a quantidade de entradas/saídas desejado, observando o limite de processamento do mixer que no caso é de 32 in x 16 out.
Outro uso é a conexão da mesa de som a amplificadores, monitores, Digital Snake (Multicabo digital), etc. Dessa maneira, a versatilidade aumenta e a chance de haver falhas diminui.
Na versão SuperMAC, pode-se utilizar 24 canais bidirecionais à taxa de amostragem de 96KHz e 48 canais bidirecionais à 48KHz, utilizando cabo UTP 5e blindado. Na HyperMAC, pode-se fazer até 192 canais bidirecionais à 96KHz ou 384 canais bidirecionais à 48KHz, sendo utilizado cabo UTP 5e ou Cat6 para distâncias até 100m ou fibra ótica para distâncias até 500m.

## ligações externas
- Download dos padrões AES
- União Europeia de Radiodifusão, Especificação da Interface de Áudio Digital (interface AES/EBU) Tech 3250-E terceira edição (2004)

- IEC - Coleção Histórica, IHS